# Полтавка (Днепропетровская область)
Полтавка (укр. Полтавка) — село,
Новомалиновский сельский совет,
Широковский район,
Днепропетровская область,
Украина.
Код КОАТУУ — 1225886609. Население по переписи 2001 года составляло 157 человек.

## Географическое положение
Село Полтавка находится на расстоянии в 1,5 км от села Яблоновка.
По селу протекает пересыхающий ручей с запрудой.
Рядом проходит железная дорога, станция Полтавка-Криворожская в 1-м км.